# Кузнецов, Артур Андреевич
Арту́р Андре́евич Кузнецо́в (укр. Артур Андрійович Кузнецов; 9 марта 1995 года; Запорожье, Украина) — украинский футболист, защитник.

## Игровая карьера
Воспитанник ДЮСШ ФК «Металлург» (Запорожье), первый тренер — Александр Павлович Рудыка. По словам этого специалиста, ребята 1995 года рождения считались в «Металлурге» не слишком удачным набором. Тем не менее из этого года Артур Кузнецов, Никита Татарков, Сергей Кулинич и Эдуард Соболь вызывались в сборную Украины U-20, а Тимофей Шеремета — в молодёжную.
После завершения обучения Кузнецов был зачислен в юношескую команду запорожцев, где дебютировал 25 июля 2012 в поединке с днепропетровским «Днепром». В сезоне 2013/14 был основным исполнителем в юниорской команде, после чего ближайшей зимой отправился на сборы с основной командой. 15 марта 2015 года дебютировал в Премьер-лиге в принципиальном матче против «Днепра» на выезде, показав, по мнению журналистов портала Football.ua, очень самоотверженный и не по годам зрелый футбол. В последующих турах снова выходил в основе «Металлурга».
Своей игрой привлёк к себе внимание тренера юношеской сборной Украины (U-20) Александра Петракова, команда которого в это время готовилась к поездке на чемпионат мира 2015. Футболист прошёл сборы в Турции, где отыграл четыре спарринга в основе, наигрываясь в паре с Качарабой, и даже отправился на чемпионат мира, но на турнире не сыграл.
Во время подготовки к новому сезону в товарищеской игре с херсонским «Кристаллом» Кузнецов получил повреждение, из-за которого был вынужден пропустить старт сезона 2015/16. Тренер запорожцев Анатолий Чанцев назвал его отсутствие в команде «большой потерей». 8 декабря 2015 года стало известно, что Кузнецов вместе с рядом других игроков покинул «Металлург» в связи с процессом ликвидации клуба.
2 января 2016 года было официально объявлено о переходе Кузнецова в одесский «Черноморец», с которым он подписал контракт на 2,5 года.